# Senecio cacaliaster
Il  senecione biancastro (nome scientifico  Senecio cacaliaster  Lam., 1779) è una specie di pianta angiosperma dicotiledone della famiglia delle Asteraceae (sottofamiglia Asteroideae).

## Etimologia
Il nome generico (Senecio) deriva dal latino senex che significa “vecchio uomo” e fa riferimento al ciuffo di peli bianchi (pappo) che sormonta gli acheni, che ricorda la chioma di un vecchio. L'epiteto specifico ( cacaliaster) deriva dal genere Cacalia (ora sinonimo di Adenostyles definito da Linneo (1707 – 1778), conosciuto anche come Carl von Linné, biologo e scrittore svedese considerato il padre della moderna classificazione scientifica degli organismi viventi, nella pubblicazione "Species Plantarum" del 1753.
Il nome scientifico della specie è stato definito dal botanico Jean-Baptiste Pierre Antoine de Monet de Lamarck (1744-1829) nella pubblicazione " Flore Françoise, ou Descriptions Succinctes de Toutes les Plantes qui Croissent Naturellement en France...Paris" ( Fl. Franç. (Lamarck) 2: 132 ) del 1779.

## Descrizione

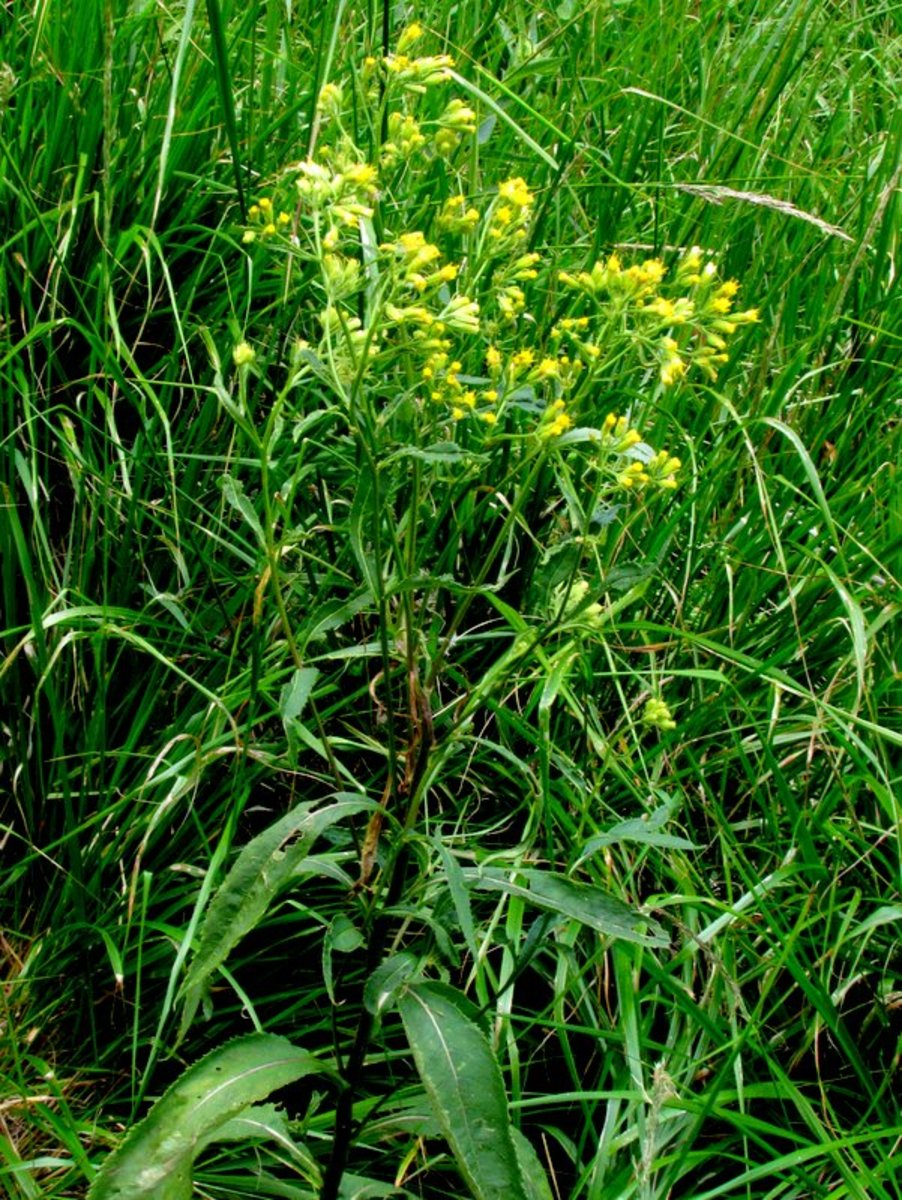
Il portamento

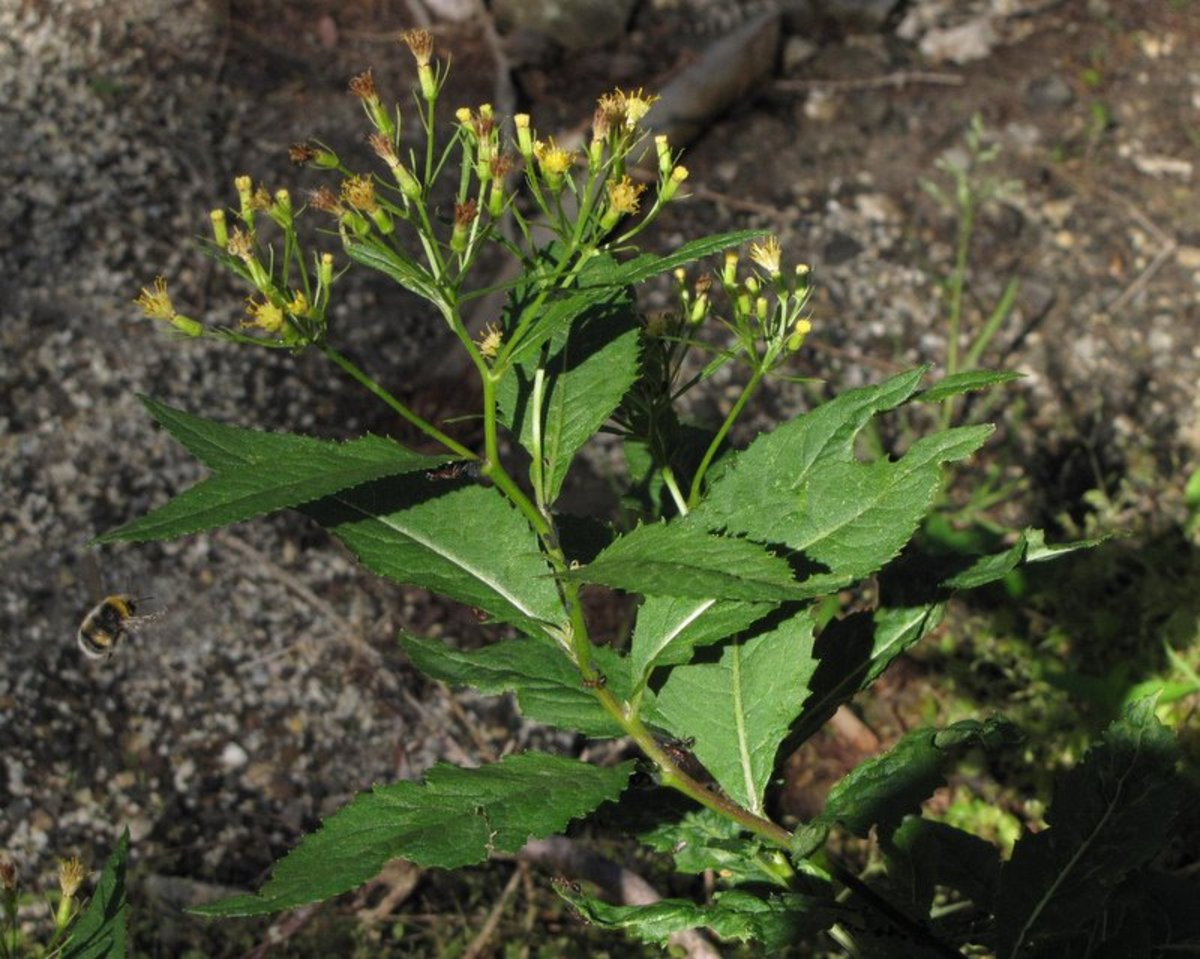
Le foglie

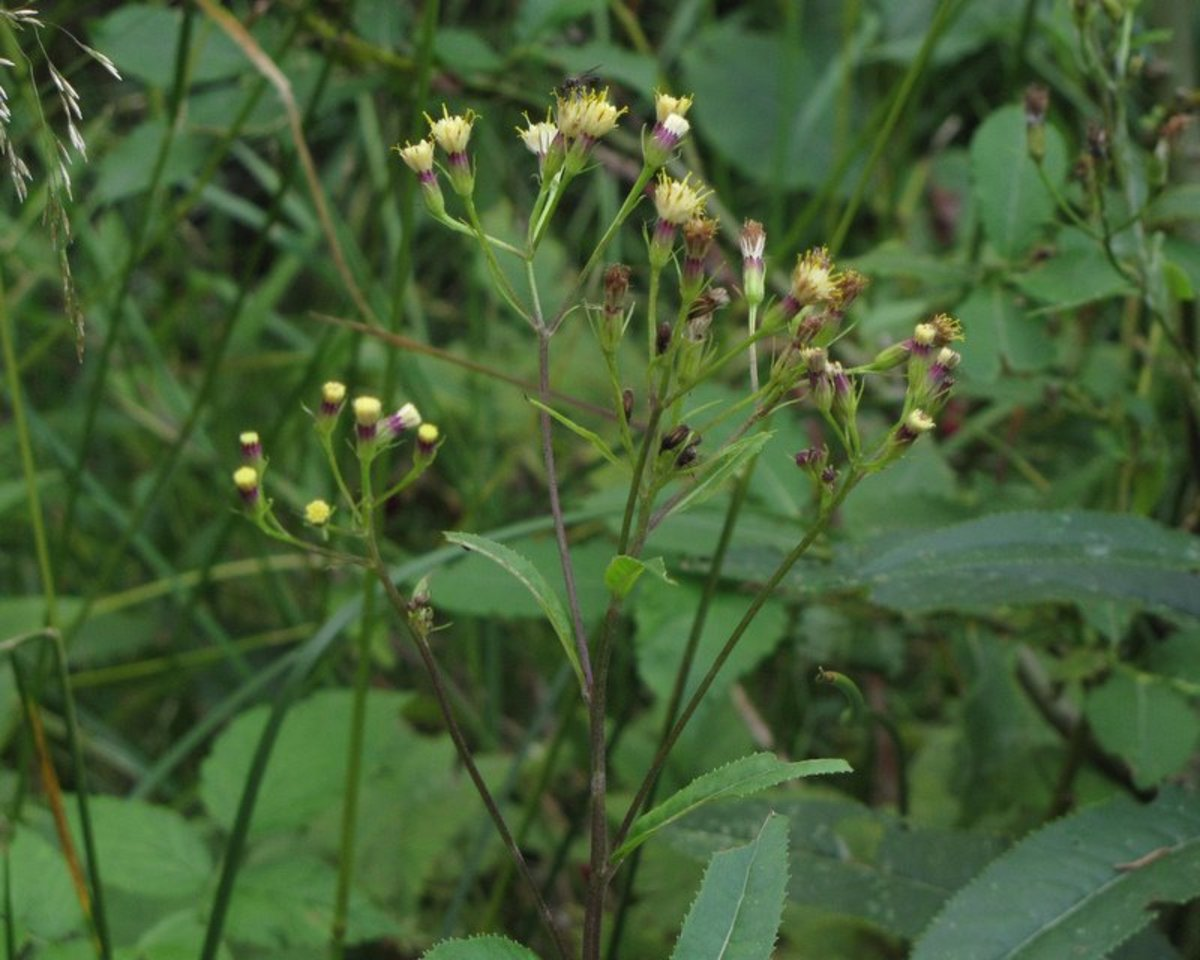
Infiorescenza

Habitus. L'altezza di queste piante varia da 5 a 15 dm. La forma biologica è emicriptofita scaposa (H scap), ossia sono piante perenni, con gemme svernanti al livello del suolo e protette dalla lettiera o dalla neve, dotate di un asse fiorale eretto e spesso privo di foglie. Queste piante possiedono al loro interno delle sostanze chimiche quali i lattoni sesquiterpenici e gli alcaloidi pirrolizidinici.
Radici. Le radici in genere sono secondarie fascicolate da rizoma e possono essere fibrose.
Fusto. 
- Parte ipogea: la parte sotterranea è strisciante.[12]
- Parte epigea: la parte aerea del fusto è erbacea, eretta (a portamento un po' zigzagante), striata e ramificata nella parte superiore. La parte basale del fusto può essere arrossata e può essere pubescente per peli ghiandolari sparsi.

Foglie. Le foglie lungo il caule sono disposte in modo alterno con lamina a forma lanceolata stretta (mediamente 5 - 7 volte più lunga che larga), con base acuminata e con bordi dentati (i denti sono profondi fino a 2 mm) e a sezione trasversale lievemente carenata. La consistenza della foglie è tenue, il colore è verde e sono più o meno pubescenti. La lamina a volte è decorrente lungo il fusto (sono sub-sessili).
Infiorescenza. Le sinflorescenze sono composte da più capolini organizzati in formazioni corimbose. Le infiorescenze vere e proprie sono formate da un capolino terminale peduncolato di tipo radiato e/o discoide. Alla base dell'involucro (la struttura principale del capolino) può essere presente un calice formato da alcune brattee fogliacee lunghe quanto quelle interne. I capolini sono formati da un involucro, con forme da cilindriche a campanulate, composto da diverse brattee, al cui interno un ricettacolo fa da base ai fiori di due tipi: quelli esterni del raggio e quelli più interni del disco. Le brattee sono disposte in modo embricato di solito su una o due serie e possono essere connate alla base. Il ricettacolo è nudo (senza pagliette a protezione della base dei fiori); la forma è piatta e spesso è denticolato. Diametro dell'infiorescenza: 4 – 7 mm.
Fiori. I fiori (quelli ligulati sono assenti o pochi: 1 - 3) sono tetra-ciclici (formati cioè da 4 verticilli: calice – corolla – androceo – gineceo) e pentameri (calice e corolla formati da 5 elementi). Sono inoltre ermafroditi, più precisamente i fiori del raggio (quelli ligulati e zigomorfi) sono femminili; mentre quelli del disco centrale (tubulosi e actinomorfi) sono bisessuali o a volte funzionalmente maschili.
- Formula fiorale:

*/x K {\displaystyle \infty }, [C (5), A (5)], G 2 (infero), achenio
- Calice: i sepali del calice sono ridotti ad una coroncina di squame.
- Corolla: nella parte inferiore i petali della corolla sono saldati insieme e formano un tubo. In particolare le corolle dei fiori del disco centrale (tubulosi) terminano con delle fauci dilatate a raggiera con cinque lobi. Nella corolla dei fiori periferici (ligulati) il tubo si trasforma in un prolungamento ligulato, terminante più o meno con cinque dentelli. Il colore delle corolle di norma è giallo.
- Androceo: gli stami sono 5 con dei filamenti liberi. La parte basale del collare dei filamenti può essere dilatata. Le antere invece sono saldate fra di loro e formano un manicotto che circonda lo stilo. Le antere normalmente sono senza coda ("ecaudate"). La struttura delle antere è di tipo tetrasporangiato, raramente sono bisporangiate. Il tessuto endoteciale è radiale o polarizzato. Il polline è tricolporato (tipo "helianthoid").[14]
- Gineceo: lo stilo è biforcato con due stigmi nella parte apicale. Gli stigmi sono troncati; possono avere un ciuffo di peli radicali o in posizione centrale; possono inoltre essere ricoperti da minute papille; altre volte i peli sono di tipo penicillato. Le superfici stigmatiche sono due e separate. L'ovario è infero uniloculare formato da 2 carpelli.
- Antesi: da giugno a agosto.

Frutti. I frutti sono degli acheni con pappo. La forma degli acheni è più o meno affusolata. La superficie è percorsa da alcune coste longitudinali con ispessimenti marginali, e può essere glabra o talvolta pubescente. Non sempre il carpoforo è distinguibile. Il pappo, persistente o caduco, è formato da numerose setole snelle, esili e bianche (lisce o barbate); le setole, tutte della stessa lunghezza, possono inoltre essere connate alla base.

## Biologia
Impollinazione: l'impollinazione avviene tramite insetti (impollinazione entomogama tramite farfalle diurne e notturne).

Riproduzione: la fecondazione avviene fondamentalmente tramite l'impollinazione dei fiori (vedi sopra).

Dispersione: i semi (gli acheni) cadendo a terra sono successivamente dispersi soprattutto da insetti tipo formiche (disseminazione mirmecoria). In questo tipo di piante avviene anche un altro tipo di dispersione: zoocoria. Infatti gli uncini delle brattee dell'involucro (se presenti) si agganciano ai peli degli animali di passaggio disperdendo così anche su lunghe distanze i semi della pianta. Inoltre per merito del pappo il vento può trasportare i semi anche a distanza di alcuni chilometri (disseminazione anemocora).

## Distribuzione e habitat

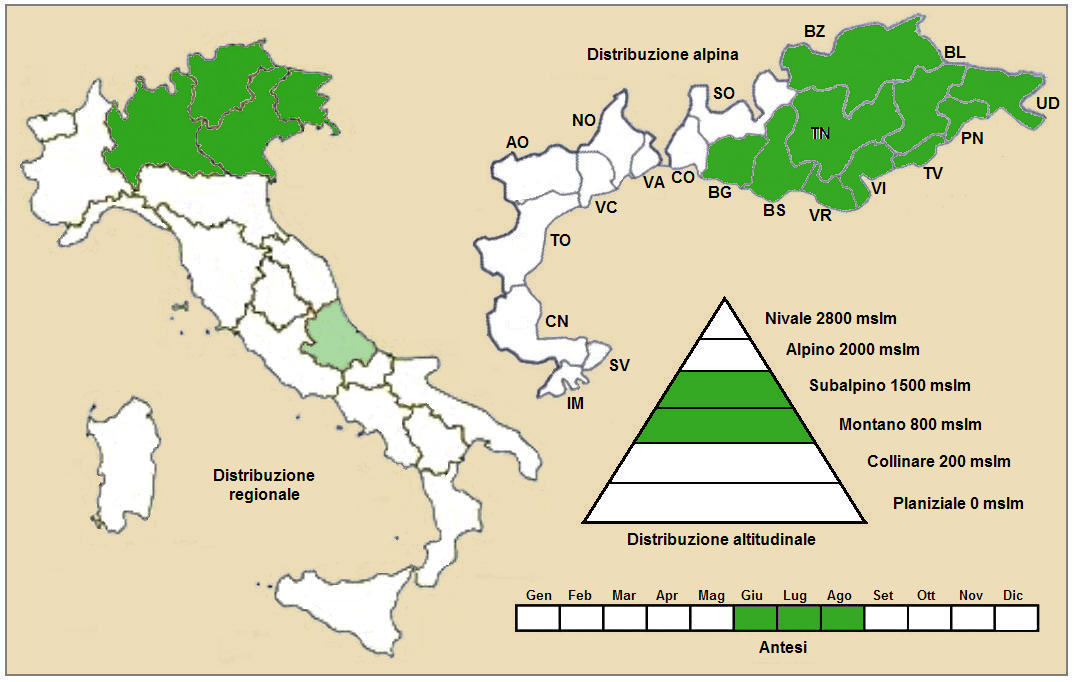
Distribuzione della pianta
(Distribuzione regionale – Distribuzione alpina)

Geoelemento: il tipo corologico (area di origine) è Orofita Sud Europeo.
Distribuzione: le piante di questa specie in Italia sono distribuite soprattutto nelle Alpi orientali; mentre oltreconfine, sempre nelle Alpi, si trovano in Austria (Länder del Tirolo Orientale, Salisburgo, Carinzia e Stiria) e in Slovenia. Sugli altri rilievi europei sono presenti nella Foresta Nera e nel Massiccio Centrale. Nel resto dell'Europa si trovano nelle seguenti regioni: Croazia, Montenegro e Francia.
Habitat: l'habitat tipico sono i boschi, le radure e le zone presso le malghe alpine; ma anche i tagli forestali, le zone incendiate, i margini erbacei, i megaforbieti, i popolamenti a felci, arbusteti meso-termofili, ontaneti, saliceti sub-alpini, peccete, abetine e faggete. Il substrato preferito è calcareo/siliceo ma anche solo siliceo con pH neutro, alti valori nutrizionali del terreno che deve essere umido.
Distribuzione altitudinale: sui rilievi alpini queste piante si possono trovare da 800 fino a 2.000 m s.l.m.; frequentano quindi i seguenti piani vegetazionali: subalpino e montano.

### Fitosociologia

#### Areale alpino
Dal punto di vista fitosociologico alpino la specie di questa scheda appartiene alla seguente comunità vegetale:
Formazione: comunità delle macro- e delle megaforbie terrestri;
Classe: Mulgedio-Aconitetea.

#### Areale italiano
Per l'areale completo italiano Senecio cacaliaster appartiene alla seguente comunità vegetale:
Macrotipologia: vegetazione forestale e preforestale.
Classe: Vaccinio myrtilli-Piceetea abietis Br.-Bl. in Br.-Bl., Sissingh & Vlieger, 1939
Ordine: Piceetalia excelsae Pawłowski in Pawłowski, Sokołowski & Wallisch, 1928
Alleanza: Piceion excelsae Pawlowski in Pawlowski, Sokolowski & Wallisch, 1928
Suballeanza: Chrysanthemo rotundifoliae-Piceenion (Krajina, 1933) Aeschimann et al., 2004
Descrizione. La suballeanza Chrysanthemo rotundifoliae-Piceenion è relativa alle foreste a dominanza di Picea excelsa e/o Abies alba su terrenei arenaritici di pendio generalmente rivolti a nord, in aree umide (piovose e nevose) delle Alpi. Questi terreni, con suoli profondi e freschi, sono inoltre contraddistinti dalla presenza di numerose megaforbie igrofile.
Specie presenti nell'associazione: Picea excelsa, Abies alba, Adenostyles alliariae, Oxalis acetosella, Cicerbita alpina, Saxifraga rotundifolia, Senecio cacaliaster, Prenanthes purpurea, Rubus idaeus, Ranunculus lanuginosus, Stellaria nemorum, Ranunculus platanifolius, Streptopus amplexifolius, Doronicum austriacum, Circaea alpina, Rumex alpestris, Aruncus dioicus, Alnus alnobetula.

## Tassonomia
La famiglia di appartenenza di questa voce (Asteraceae o Compositae, nomen conservandum) probabilmente originaria del Sud America, è la più numerosa del mondo vegetale, comprende oltre 23.000 specie distribuite su 1.535 generi, oppure 22.750 specie e 1.530 generi secondo altre fonti (una delle checklist più aggiornata elenca fino a 1.679 generi). La famiglia attualmente (2021) è divisa in 16 sottofamiglie; la sottofamiglia Asteroideae è una di queste e rappresenta l'evoluzione più recente di tutta la famiglia.

### Filogenesi
Il genere di questa voce appartiene alla sottotribù Senecioninae della tribù Senecioneae (una delle 21 tribù della sottofamiglia Asteroideae). La struttura della sottotribù è molto complessa e articolata (è la più numerosa della tribù con oltre 1.200 specie distribuite su un centinaio di generi) e al suo interno sono raccolti molti sottogruppi caratteristici le cui analisi sono ancora da completare. Il genere di questa voce è il principale della sottotribù con quasi 1500 specie. Nell'ambito della filogenesi delle Senecioninae Senecio è polifiletico e molti sue specie sono attualmente "sparse" tra gli oltre 100 generi della sottotribù. Senecio s.str. è posizionato più o meno alla base della sottotribù (è uno dei primi generi che si sono separati).
Il genere di questa voce fa parte dell'"Aggregato di Senecio nemorensis" insieme alle specie Senecio nemorensis  L., Senecio hercynicus  Herborg e Senecio ovatus  (G.Gaertn., B.Mey. & Scherb.) Willd.. Questo gruppo è caratterizzato da cicli biologici perenni, da superfici con brevi ghiandole (subsessili), da radici fascicolate e stolonifere, da sinflorescenze con numerosi capolini e con calice basale dell'involucro (quello esterno) decisamente differenziato da quello interno (le brattee basali sono divergenti o patenti).
La specie  Senecio cacaliaster è individuata dai seguenti caratteri specifici:
- il ciclo biologico è perenne;
- la venatura delle foglie è pennata;
- le foglie sono 5 - 7 più lunghe che larghe;
- i fiori ligulati sono assenti o da 1 a 3.

Il numero cromosomico della specie è 2n = 40.

### Sinonimi
Sono elencati alcuni sinonimi per questa entità:
- Cacalia saracenica L., 1763
- Senecio albodentatus  Vuk., 1881
- Senecio cacaliaster var. radiatus  Lecoq & Lamotte, 1847
- Senecio croaticus  Waldst. & Kit., 1804
- Senecio obliquus  Dulac, 1867
- Senecio sarracenicus var. flosculosus  DC., 1838
- Solidago montana  L., 1753

### Specie simili
La caratteristica più evidente della specie di questa voce è la mancanza (o quasi assenza) dei fiori ligulati nel capolino. Altre specie di Senecio si presentano con questa caratteristica più o meno marcata come il Senecio sylvaticus (si differenzia per le foglie ridotte ad una lamina di 3 – 4 mm attorno alla nervatura centrale) o il Senecio vulgaris (anche questa specie si presenta con foglie fortemente lobate e strette). Le differenze morfologiche sono invece meno marcate tra le specie appartenenti all'"Aggregato di Senecio nemorensis":
- Senecio nemorensis: le foglie sono circa 3 volte più lunghe che larghe; i fiori ligulati sono da 4 a 8; le brattee esterne sono 3 - 5;
- Senecio ovatus: le foglie sono circa 5 - 7 volte più lunghe che larghe; i fiori ligulati sono da 5 a 6; le brattee esterne sono 5 - 6;
- Senecio hercynicus: le foglie sono circa 3 - 5 volte più lunghe che larghe; i fiori ligulati sono da 4 a 8; le brattee esterne sono 2 - 3;
- Senecio cacaliaster: le foglie sono circa 5 - 7 volte più lunghe che larghe; i fiori ligulati sono da 0 a 3; le brattee esterne sono 5 - 6.